# 于敬山
于敬山（1919年—1996年），男，安徽宿县人，中华人民共和国军事人物，中国人民解放军少将，曾任中国人民解放军第二炮兵副政治委员兼政治部主任，第四届全国人大代表。